# Ramush Haradinaj
Ramush Haradinaj (Glođane kraj Dečana, 3. srpnja 1968.),  kosovski je političar. Bio je zapovjednik Oslobodilačke vojske Kosova (UÇK), bivši je premijer Kosova.
Premijersku je dužnost obnašao od 3. prosinca 2004. do 8. ožujka 2005. godine,а potom od 9. rujna 2017. do 19. srpnja 2019. godine. Prvi put mjesto predsjednika vlade napustio je zbog suđenja na Haaškom tribunalu za ratne zločine koje su počinili neki pripadnici OVK za vrijeme rata na Kosovu, a drugi put zbog poziva za saslušanje u Haagu u svojstvu osumnjičenog. Prvostupanjskom je predusom oslobođen svih optužbi. Čelnik je političke stranke Alijanse za budućnost Kosova.

## Vanjske poveznice
- Ramush Haradinaj Faqja zyrtare
- OurPrime.org  Arhivirana inačica izvorne stranice od 17. studenoga 2006. (Wayback Machine) Fushatë pro-Haradinaj
- Me Ramushin  Arhivirana inačica izvorne stranice od 25. lipnja 2007. (Wayback Machine) amëz në rrjetë